# إريك أدجي
إريك أدجي (بالإنجليزية: Eric Adjei)‏ هو لاعب كرة قدم غاني في مركز الوسط، ولد في 12 سبتمبر 1984 في تيما في غانا. لعب مع FK Bohemians Prague (Střížkov) ‏.